# La Barre (Haute-Saône)
La Barre település Franciaországban, Haute-Saône megyében. Lakosainak száma 99 fő (2022. január 1.). La Barre Beaumotte-Aubertans, Blarians, Germondans, Rigney és Vandelans községekkel határos.

## Népesség
A település népességének változása:
| Lakosok száma | 107  | 103  | 104  | 101  | 99   | 98   | 98   | 97   | 99   |
|               | 2013 | 2015 | 2016 | 2017 | 2018 | 2019 | 2020 | 2021 | 2022 |